# Roumegueriella
Roumegueriella — рід грибів родини Bionectriaceae. Назва вперше опублікована 1880 року.